# Kościół św. Stanisława Kostki w Zalasie
Kościół św. Stanisława Kostki w Zalasie – zabytkowy kościół parafialny w Zalasie, w powiecie ostrołęckim, w województwie mazowieckim.
W 1900 roku w Zalasie wybudowano drewnianą kaplicę. Dwa lata później, w 1902 roku powstała, również drewniana, dzwonnica. Według projektu architekta Franciszka Przecławskiego wybudowano w latach 1908-1913 murowany kościół w stylu neogotyckim, z pojedynczą nawą i wieżą.
22 stycznia 2013 kościół wraz z dzwonnicą zostały wpisane do rejestru zabytków Narodowego Instytutu Dziedzictwa.